# 郭液
郭液（?—?），一作郭夜，唐朝官员，出自京兆郭氏。唐玄宗的驸马。
郭液高祖父隋朝武强公郭赟，是隋朝左卫大将军郭衍的儿子。郭液是郭依宗的曾孙，郭袭业的孙子，郭液父亲郭味邱，官至申州刺史。郭液官至秘书监，娶唐玄宗的女儿壽光公主。郭液之子郭岫、郭峋。